# Phosphor(V)-sulfid
Phosphor(V)-sulfid ist eine chemische Verbindung, die vorwiegend zur Synthese anderer Produkte verwendet wird. Sie kommt gewöhnlich als P4S10-Molekül vor und wird oft auch fälschlicherweise Di-Phosphorpentasulfid genannt.

## Darstellung
Phosphor(V)-sulfid wird durch Zusammenschmelzen der Elemente weißer Phosphor und Schwefel bei ca. 300 °C gewonnen.

## Eigenschaften

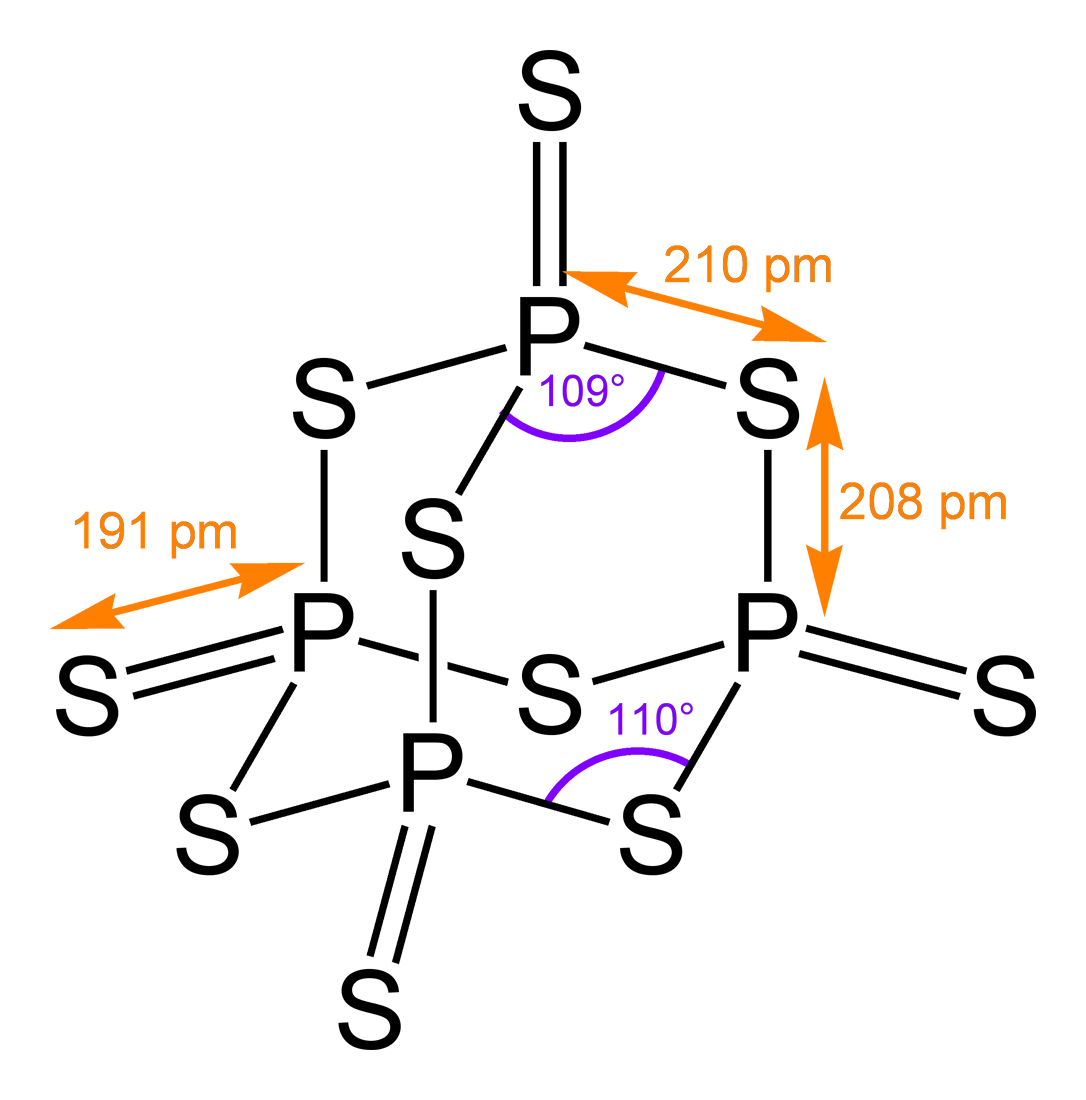
Bindungslängen und -winkel von P_{4}S_{10}

Die Struktur entspricht der von Phosphorpentoxid.
Das leichtentzündliche und gesundheitsschädliche Phosphor(V)-sulfid hydrolysiert mit Wasser (auch Luftfeuchtigkeit) zu übelriechendem und sehr giftigem Schwefelwasserstoff (H2S) und Phosphorsäure. Phosphor(V)-sulfid ist in Kohlenstoffdisulfid gut löslich.
P4S10 kann schon durch Reibung in Brand geraten, ebenso kann der Kontakt mit feuchter Luft zur Selbstentzündung führen.

## Verwendung
Phosphor(V)-sulfid wird für die Synthese schwefel- und phosphorhaltiger organischer Substanzen verwendet, insbesondere Insektizide und Zinkdialkyldithiophosphate (Additive von Schmierstoffen). Phosphor(V)-sulfid kann auch zur Herstellung des Nervenkampfstoffs VX verwendet werden („Dual Use“). Zur präparativen Gewinnung von Thiophenen werden 1,4-Dicarbonylverbindungen ebenfalls mit Phosphor(V)-sufid umgesetzt. Amide lassen sich durch Umsetzung mit Phosphor(V)-sulfid in Thionamide umwandeln: